# Luftplankton
Als Luftplankton oder Aeroplankton werden allgemein winzige biologische Organismen wie z. B. winzige Tiere (Gewittertierchen, Baldachinspinnen), Algen, Viren, Bakterien oder Bestandteile wie Pollen, Sporen und Pflanzensamen bezeichnet, die nicht oder kaum aus eigener Kraft fliegen, sondern sich vom Wind tragen lassen.
Die im Volksmund so genannten „Gewittertierchen“ (Thysanoptera), die gefranste Flügel haben, aber nicht aktiv fliegen können, nutzen den Wind und die gute Thermik vor einem Gewitter als Antrieb und treten dann in Massen auf. Auf den sich ändernden Wind- und Luftdruckverhältnissen beruht auch die meteorologische Bedeutung des Flugs von Schwalben und Mauerseglern, die sich von Fluginsekten und Luftplankton ernähren. Bei einer sonnigen Hochdruckwetterlage werden die Bestandteile des Luftplanktons von der steigenden warmen Luft in höhere Schichten getragen. Schwalben und Mauersegler fliegen dann in diesen Höhen von bis zu 3000 Metern, die hoch fliegenden Vögel deuten auf eine anhaltende Schönwetterlage hin. Wenn das Hochdruckzentrum abzieht oder bei Gewittern die Luft abkühlt, befindet sich das Luftplankton in niedrigen Luftschichten. Die Vögel, die sich davon ernähren, fliegen tiefer.
Auch fransenflügelige Kleinschmetterlinge wie die Rosskastanienminiermotte (Cameraria ohridella) und andere Miniermotten finden über das Luftplankton Verbreitung.
Das massenhafte Auftreten der Baldachinspinnen (Linyphiidae) während der letzten warmen Tage des Spätsommers hat zu der Bezeichnung Altweibersommer geführt. Der Flugfaden, den die Spinnen produzieren, und auf dem sie durch die Luft schweben, erinnert die Menschen an das graue Haar alter Frauen. Für die Spinnen ist das „ballooning“ oder „Luftschiffen“ eine erfolgreiche Art der Verbreitung. Charles Darwin berichtete schon 1832 in seinem Tagebuch, dass sich unzählige kleine Spinnen mit ihren Flugfäden fast 100 km vor der Küste Südamerikas in der Takelage seines Forschungsschiffes verfangen hätten. Er schloss daraus, dass die Spinnen auf diese Weise auch weit vom Festland entfernte Inseln besiedeln können.
Manche Organismen werden durch die Thermik in große Höhen transportiert. Sie erreichen dabei eine Höhe von mehreren Tausend Metern.
Fakultativ terrestrische Algen werden über das Luftplankton verbreitet. Sie können jedoch nur temporär in der obersten Bodenschicht als Bodenflora überleben und sind dann wieder auf luftlebende Stadien angewiesen.

## Dokumentation
- Geheimnisvolle Bewohner der Lüfte. Regie: Claude-Julie Parisot, Produktion: Les Films En Vrac, ARTE F, Frankreich, 53 Minuten, 2021.